# راؤول سافوي
راؤول سافوي هو لاعب كرة قدم ومدرب كرة قدم سويسري، ولد في 18 مايو 1973 في Sainte-Croix, Switzerland ‏ في سويسرا.

## وصلات خارجية
- راؤول سافوي على موقع قاعدة بيانات كرة القدم.إي يو (الإنجليزية)
- راؤول سافوي على موقع عالم كرة القدم.نت (الإنجليزية)